# Pierina Morosini
Pierina Morosini (* 7. Januar 1931 in Fiobbio, Provinz Bergamo; † 6. April 1957 ebenda) war eine italienische römisch-katholische Jungfrau und Märtyrerin. Sie wurde 1957 bei einer versuchten Vergewaltigung ermordet. Ihre Seligsprechung erfolgte am 4. Oktober 1987.

## Leben
Morosini wurde als erstes von neun Kindern der Bauern Rocco Morosini und Sara Noris in Fobbio einer Fraktion von Albino geboren. Ihre frühe Kindheit fiel in die Zeit des Zweiten Weltkriegs. 1942 wurde sie Mitglied der Katholischen Aktion, in der sie sich aktiv im Laienapostolat engagierte. Ab 1946 arbeitete sie als Näherin, später in einer Textilfabrik in Albino. Nach dem Besuch von Exerzitien fasste sie den Entschluss, in ein Kloster einzutreten und als Missionarin zu wirken. Ihren Wunsch konnte sie aber aufgrund ihrer familiären und finanziellen Verpflichtungen nicht erfüllen, da sie ihre Eltern durch ihr Einkommen wesentlich unterstützte. Morosini gestaltete ihren beruflichen Alltag aus einem tiefen religiösem Geist: Sie besuchte täglich die Heilige Messe, betete den Rosenkranz, empfing das Braune Skapulier und trat dem Dritten Orden der franziskanischen Ordensfamilie bei. 1947 reiste sie mit weiteren Mitgliedern der Katholischen Aktion für eine fünftägige Pilgerreise nach Rom, um an der Seligsprechung von Maria Goretti teilzunehmen. Diese Reise war die erste und einzige Gelegenheit, in der Morosini ihr Dorf verließ.
Am 4. April 1957 begegnete Morosini auf dem Weg nach Hause einem Mann, der sie zunächst mit unzüchtigen Kommentaren sowie sexuellen Avancen belästigte und schließlich versuchte zu vergewaltigen. Bei ihrem Versuch, ihre Jungfräulichkeit zu verteidigen, fügte der Mann der 26-Jährigen mit einem Stein schwere Verletzungen am Hinterkopf zu. Als sich ihr Bruder auf die Suche nach Morosini machte, fand er sie bewusstlos in einer Blutlache und brachte sie nach Bergamo in ein Krankenhaus, wo sie am 6. April 1957 an den Folgen ihrer Verletzungen starb.

## Seligsprechung
Der Seligsprechungsprozess für Morosini begann am 17. November 1979. Die diözesanen Untersuchungen dauerten vom 7. April 1980 bis zum 28. Mai 1983. Am 3. Juli 1987 bestätigte Papst Johannes Paul II. Morosinis Martyrium „in defensum castitatis“ (in Verteidigung ihrer Keuschheit). Am 4. Oktober 1987 sprach Johannes Paul II. Pierina Morosini zusammen mit Antonia Mesina und Marcel Callo am Petersplatz selig. Ihr liturgischer Gedenktag ist der 6. April.
Morosinis Leichnam wurde in einem vom Bildhauer Claudio Nani gefertigten Reliquienschrein unter dem Hochaltar der Pfarrkirche in Fiobbio di Albino gebettet. Ein Museum neben der Pfarrkirche beherbergt eine Dauerausstellung über das Leben Morosinis. An der Stelle ihres Martyriums wurde eine kleine Freiluftkapelle errichtet.